# Gharib Amzine
Gharib Amzine (n. Montbéliard, Francia, 3 de mayo de 1973) es un exfutbolista y actual entrenador marroquí nacionalizado francés, que jugaba de mediocampista y militó en diversos clubes de Francia. A pesar de haber nacido en Marruecos, Amzine siempre jugó en Francia y nunca jugó en un club de su país. Además, Amzine es el primer jugador marroquí, en jugar en Francia por toda su carrera futbolística.

## Clubes
| Club        | País    | Año         |
| ----------- | ------- | ----------- |
| FC Mulhouse | Francia | 1994 - 1998 |
| Strasbourg  | Francia | 1998 - 2001 |
| Troyes      | Francia | 2001 - 2008 |
| FC Mulhouse | Francia | 2008 - 2010 |

## Selección nacional
Amzine jugó 26 partidos internacionales, para la selección nacional marroquí y anotó solo un gol. Participó en una sola edición de la Copa del Mundo FIFA. La única Copa Mundial en que Amzine, estuvo con la selección de su país, fue en la edición de Francia 1998, donde su selección quedó eliminado en la primera fase, siendo tercero de su grupo con 4 puntos.

## Participaciones en Copas del Mundo
| Mundial                        | Sede    | Resultado    |
| ------------------------------ | ------- | ------------ |
| Copa Mundial de Fútbol de 1998 | Francia | Primera fase |